# Rẻ quạt đốm
Rhipidura perlata là một loài chim trong họ Rhipiduridae.